# Marie-Eugène-Aimé Molle
Marie-Eugène-Aimé Molle, francoski general, * 1895, † 1978.